# Svetište Gospe od Krune
Svetište Gospe od Krune (tal. Santuario della Madonna della Corona) nalazi se u općini Ferrara di Monte Baldo, u pokrajini i biskupiji Verona.
Smješteno je u stijeni te se nalazi blizu provalije na nadmorskoj visini od 775 metara s koje se pruža pogled na Etschtal.